# Verwaltungsgemeinschaft Bernstadt/Schönau-Berzdorf
Die Verwaltungsgemeinschaft Bernstadt/Schönau-Berzdorf ist eine sächsische Verwaltungsgemeinschaft im Landkreis Görlitz. Sie liegt im Osten des Landkreises und in der Nachbarschaft der Stadt Görlitz. Die Verwaltungsgemeinschaft entspricht in etwa dem früheren Eigenschen Kreis. Die Verwaltungsgemeinschaft existiert seit 1995.

## Die Gemeinden mit ihren Ortsteilen
- Bernstadt a. d. Eigen mit den Ortsteilen Altbernsdorf a. d. Eigen, Bernstadt a. d. Eigen, Buschschenkhäuser, Dittersbach a. d. Eigen, Kemnitz O/L, Kunnersdorf a. d. Eigen, Lehdehäuser und Russen
- Schönau-Berzdorf a. d. Eigen mit den Ortsteilen Schönau-Berzdorf a. d. Eigen und Kiesdorf a. d. Eigen

## Aufgaben der Verwaltungsgemeinschaft
Die Verwaltungsgemeinschaft Bernstadt/Schönau-Berzdorf arbeitet folgende Aufgaben ab: 
- die Aufgaben des Pass- und Meldewesen,
- die Aufgaben der Schiedsstelle/Friedensrichter,
- die Aufgaben der Bauleit- und Flächennutzungsplanung.[2]